# Коматіїт

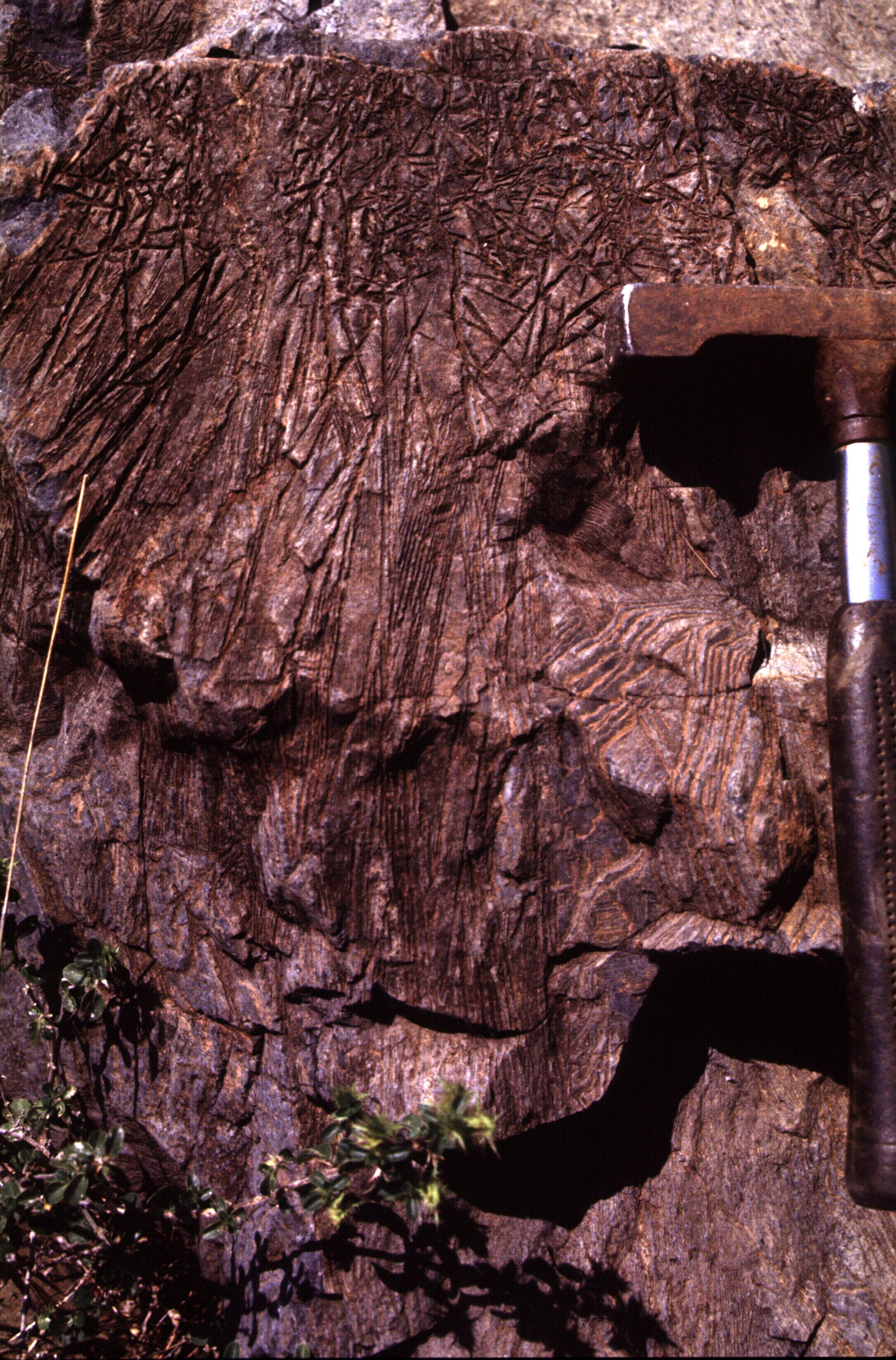
Коматіїтова лава. Південна Африка.

Коматіїт (рос. коматиит, англ. komatiite, нім. Komatiit m) — загальна назва комплексу ультраосновних і основних гірських порід, що залягають в основі розрізів деяких докембрійських зеленокам'яних поясів. Коматіїтові серії складаються з лавових потоків, потужних диференційних покривів і розшарованих сіллів, окремі члени яких варіюють за хімізмом від перидотитів до андезитів. Коматіїти поширено майже на всіх давніх платформах. Фанерозойські коматіїти описано в складчастих областях (Колумбія, Ньюфаундленд). З ними часто пов'язано важливі сульфідно-нікелеві родовища.

## Загальний опис
Коматіїт — ультраосновні вулканічні породи з дуже низьким вмістом кремнезему (~40-45 %) і дуже високим вмістом MgO (~18 %). Ці лави вирізняються не тільки своїм складом, але й дуже старим, обмеженим віком. Ці лави не мають сучасних аналогів. Наймолодші коматіїти (з острова Горгона, Колумбія) були датовані приблизно 90 мільйонами років; проте всім іншим коматіїтам приблизно три мільярди років або більше. Ці стародавні потоки лави вивергалися в той час, коли внутрішнє тепло Землі було набагато вищим, ніж сьогодні, утворюючи надзвичайно гарячі рідкі лави з розрахунковою температурою виверження, що перевищувала 1600 градусів C (2900 градусів F). Для порівняння, типові базальтові лави, які вивергаються сьогодні, мають температуру виверження близько 1100 градусів Цельсія.
Коматіїт — тип ультрамафічної вулканічної породи, отриманої з мантії і кристалізованої з лави, що містить щонайменше 18 % мас. оксиду магнію (MgO). Його класифікують як «пікритичну породу». Коматиїти мають низький вміст кремнію, калію та алюмінію та високий до надзвичайно високого вмісту магнію. Коматиїт був названий на честь свого типового місця розташування вздовж річки Коматі в Південній Африці, і часто демонструє текстуру спініфексу, що складається з великих дендритних пластин олівіну та піроксену.
Коматіїти — рідкісні породи; майже всі коматіїти були утворені під час архейського еону (4,03–2,5 мільярдів років тому), з деякими відомими молодшими (протерозойськими чи фанерозойськими) прикладами. Вважається, що це обмеження у віці пов'язане з охолодженням мантії, яка могла бути на 100—250 °C (212—482 °F) вищою під час архею. Рання Земля мала набагато більшу теплопродукцію через залишкове тепло від акреції планет, а також більшу кількість радіоактивних ізотопів, особливо короткоживучих, таких як уран-235, який виділяє більше тепла розпаду. Низькотемпературні розплави мантії, такі як базальт і пікрит, по суті, замінили коматиїти як вивержену лаву на поверхні Землі.
Географічно коматіїти переважно обмежені областями архейського щита та зустрічаються з іншими ультраосновними та високомагнезіальними основними вулканічними породами в архейських зеленокам'яних поясах. Наймолодші коматіїти походять з острова Горгона на Карибському океанічному плато біля тихоокеанського узбережжя Колумбії, а рідкісний приклад протерозойського коматіїту знайдено в коматіїтовому поясі Winnipegosis в Манітобі, Канада.
Типовий коматиітовий лавовий потік має шість стратиграфічно пов'язаних елементів:
- A1 – подушкоподібна та варіолітова (у вигляді дрібних кульок) охолоджена поверхня, часто переходить у відкладення.
- A2 – Зона з швидко охолодженим пір’ястим олівін-піроксеновим склом: загартований край випоту
- A3 – Послідовність олівін-спініфекс, що складається з олівін-спініфексу типу снопа та книги: ріст кристалів, спрямований вниз, на поверхні випоту
- B1 – Змішаний кумулят до кумуляту, що містить олівін: текстура гарризиту, вирощена в текучому розплаві
- B2 – Зона збагачення олівіну (акумуляція), що складається з > 93% взаємопов’язаних кристалів олівіну однакового розміру
- B3 – нижній охолоджуючий обідок: олівіновий акумулятивний до змішаного кумулятного, з меншим розміром зерна

## Петрологія
Магми коматіїтового складу мають дуже високу температуру плавлення з розрахунковою температурою виверження до 1600 °C і, можливо, перевищують її. Базальтові лави зазвичай мають температуру виверження приблизно від 1100 до 1250 °C. Більш високі температури плавлення, необхідні для виробництва коматиїту, пояснюються передбачуваними вищими геотермальними градієнтами в архейській Землі.
Коматіїтова лава була надзвичайно текучою під час виверження (мала в'язкість, близьку до води, але щільність породи). Порівняно з базальтовою лавою Гавайських шлейфових базальтів при ~1200 °C, яка тече так, як патока або мед, коматиїтова лава швидко текла б поверхнею, залишаючи надзвичайно тонкі потоки лави (до 10 мм завтовшки). Таким чином, основні коматіїтові товщі, що збереглися в архейських породах, вважаються лавовими трубами, ставками лави тощо, де накопичувалася коматітова лава.
Хімічний склад коматиїту відрізняється від хімічного складу базальтових та інших поширених мантійних магм через відмінності в ступенях часткового плавлення. Вважається, що коматиїти утворилися внаслідок високого ступеня часткового плавлення, зазвичай понад 50 %, і, отже, мають високий вміст MgO з низьким рівнем K2O та інших несумісних елементів.
Існує два геохімічних класи коматіїту: незбіднений алюмінієм коматіїт (коматіїт групи I) і збіднений алюмінієм коматиїт (коматіїт групи II), що визначається їхнім співвідношенням Al2O3/TiO2. Часто вважають, що ці два класи коматіїту представляють реальну петрологічну різницю між двома типами, пов'язану з глибиною утворення розплаву. Коматіїти, збіднені Al, були змодельовані за допомогою експериментів з плавлення як утворені високим ступенем часткового плавлення при високому тиску, де гранат у джерелі не розплавлений, тоді як незбіднені Al-коматіїти утворюються в результаті часткового плавлення високого ступеня на меншій глибині. Проте нещодавні дослідження флюїдних включень у хромшпінелях із кумулятивних зон потоків коматіїту показали, що єдиний потік коматіїту може бути отриманий із змішування вихідних магм із діапазоном співвідношень Al2O3/TiO2, що ставить під сумнів цю інтерпретацію утворень різних груп коматіїту. Коматіїти, ймовірно, утворюються в надзвичайно гарячих мантійних плюмах або в архейських зонах субдукції.
Бонінітовий магматизм подібний до коматіїтового магматизму, але виникає в результаті плавлення флюїду над зоною субдукції. Бонініти з 10–18 % MgO, як правило, мають більшу кількість великойонних літофільних елементів (LILE: Ba, Rb, Sr), ніж коматіїти.

## Мінералогія
Первісна вулканічна мінералогія коматіїтів складається з форстеритового олівіну (Fo90 і вище), кальцієвого і часто хромового піроксену, анортиту (An85 і вище) і хроміту.
Значна колекція зразків коматіїту демонструє кумулятивну текстуру та морфологію. Звичайна кумулятна мінералогія — це форстерит-олівін з високим вмістом магнію, хоча також можливі (хоча рідше) кумулати хромового піроксену.
Вулканічні породи, багаті магнієм, можуть утворюватися накопиченням фенокристів олівіну в базальтових розплавах звичайного хімічного складу: прикладом є пікрит. Частина доказів того, що коматиїти не багаті магнієм просто через кумулятний олівін, є текстурою: деякі містять текстуру спініфексу, текстуру, яку можна віднести до швидкої кристалізації олівіну в тепловому градієнті у верхній частині потоку лави. Текстура «Спініфекс» названа на честь загальної назви австралійської трави Triodia, яка росте купками подібної форми.
Інший ряд доказів полягає в тому, що вміст MgO в олівінах, утворених у коматіїтах, наближається до складу майже чистого форстериту MgO, який може бути досягнутий лише в масі шляхом кристалізації олівіну з високомагнезіального розплаву.
Рідко збережена верхня брекчія потоку та подушечні крайові зони в деяких коматіїтових потоках є по суті вулканічним склом, загартованим у контакті з водою або повітрям, що лежить вище. Оскільки вони швидко охолоджуються, вони являють собою рідкий склад коматіїтів і, таким чином, відображають вміст безводного MgO до 32 % MgO. Деякі з найвищих магнезіальних коматіїтів із чітким збереженням текстури належать до поясу Барбертон у Південній Африці, де рідини з вмістом до 34 % MgO можна визначити, використовуючи масові композиції породи та олівіну.
Мінералогія коматіїту систематично змінюється в типовому стратиграфічному розрізі коматіїтового потоку та відображає магматичні процеси, до яких коматіїти чутливі під час свого виверження та охолодження. Типова мінералогічна варіація від основи потоку, що складається з олівінового кумуляту, до текстурованої зони спініфексу, що складається з лопатевого олівіну, і в ідеалі піроксенової зони спініфексу та зони охолодження, багатої олівіном, на верхній еруптивній корі блоку потоку.
Первинні (магматичні) види мінералів, які також зустрічаються в коматіїтах, включають олівін, піроксеновий авгіт, піжоніт і бронзит, плагіоклаз, хроміт, ільменіт і рідко паргаситовий амфібол. До вторинних (метаморфічних) мінералів належать серпентин, хлорит, амфібол, натрієвий плагіоклаз, кварц, оксиди заліза і рідко флогопіт, бадделеїт, піроп або гідрогросуляровий гранат.

## Метаморфізм
Усі відомі коматіїти були метаморфізовані, тому технічно їх слід називати «метакоматіїтами», хоча префікс «мета» неминуче передбачається. Багато коматіїтів сильно змінені та серпентинізовані або карбонатизовані в результаті метаморфізму та метасоматозу. Це призводить до значних змін мінералогії та текстури.

## Інтернет-ресурси
- Unusual lava types [Архівовано 2017-10-23 у Wayback Machine.] accessed 7-25-2005
- Komatiites and astrobiology
- Komatiites and the Plume Debate
- Volcanic fireworks on Io
- Photos of Abitibi komatiite, Canada (with text in French) retrieved 2009-05-17